# Pádový faktor
Pádový faktor (označený jako „f“) je bezrozměrná veličina udávající poměr mezi délkou pádu lezce H a činnou délkou lana – délkou lana, které absorbuje energii pádu L.
{\displaystyle f={\frac {H}{L}}}
Veličina je velmi důležitá pro horolezce a osoby, které provádějí činnosti ve výškách a nad volnou hloubkou.
Při horolezectví může teoreticky dosáhnout hodnot od 0 do 2. Při lezení na tzv. zajištěných cestách (via ferrat neboli klettersteigů) může být jeho velikost i nad hodnotou f = 2, což už je smrtelně nebezpečné. V takových případech je nutno používat tlumiče pádu.
Při zajištění činností ve výškách a nad volnou hloubkou pomocí textilních lan (např. v záchranářství) je důležité se snažit nepřekračovat hodnotu f = 1. Nad hodnotu f = 1 je nezbytné užívat horolezecké lano (dynamické).
Níže je uvedeno grafické vyjádření pádového faktoru.